# SGI Origin 3000
El Origin 3000 y Origin 300 son una familia de computadoras de gama media y alta desarrollada y fabricada por SGI. Se introdujo en julio de 2000 en compañía del Onyx 3000 para suceder al Origin 2000 y Onyx2 respectivamente. Estos sistemas ejecutaban el sistema operativo IRIX 6.5 Advanced Server Environment. 
Las variantes de nivel de entrada de estos sistemas basadas en la misma arquitectura pero con una implementación de hardware diferente se conocen como Origin 300 y Onyx 300. 
El Origin 3000 fue sucedido por el Altix 3000 en 2004 y el último modelo fue discontinuado el 29 de diciembre de 2006. 

## Modelos
| Modelo      | # de CPU | Memoria        | Chasis                  | Introducido       | Discontinuado           |
| ----------- | -------- | -------------- | ----------------------- | ----------------- | ----------------------- |
| Origin 3200 | 2 a 8    | 512 MB a 16 GB | 1 estante corto         | ?                 | 31 de marzo de 2004     |
| Origin 3400 | 4 a 32   | 512 MB a 16 GB | 1 estante alto          | ?                 | 31 de marzo de 2004     |
| Origin 3800 | 16 a 512 | 2 GB a 1 TB    | 1 a 16 bastidores altos | ?                 | 31 de marzo de 2004     |
| Origin 3900 | 4 a 512  | 1 GB a 1 TB    | 1 a 4 bastidores altos  | noviembre de 2002 | 29 de diciembre de 2006 |

### Especial
- Origin 3200C: este modelo era un grupo de nodos que consisten en sistemas Origin 3200 completos. Este modelo podría escalar a miles de procesadores. La tecnología de agrupamiento utilizada fue Gigabit Ethernet e Infiniband.

## Descripción del hardware
Físicamente, el Origin 3000 se basa en "bloques": módulos montados en bastidor que proporcionan una función específica, que se conectan entre sí mediante cables NUMAlink 3 para módulos que proporcionan funciones informáticas, o cables Crosstown2 para módulos que proporcionan funciones de E/S. Estos bloques se montan en un bastidor estándar de 19 pulgadas. Hay dos bastidores para el Origin 3000, un bastidor corto de 17U de altura y un bastidor alto de 39U de altura. 
Arquitectónicamente, el Origin 3000 se basa en la arquitectura NUMAflex de memoria compartida distribuida. La interconexión del sistema NUMAlink 3 utiliza una topología de red de hipercubos fat tree. 

### C-brick
El C-brick es un gabinete de 3U de altura que contiene un nodo en una PCB. El nodo contiene dos o cuatro procesadores, la memoria local y de directorio, y el ASIC de Bedrock. Se conecta al sistema utilizando NUMAlink 3. 

### Procesador
Los dos procesadores y sus cachés secundarios están contenidos en una tarjeta secundaria PIMM (Módulo de memoria integrada del procesador) que se conecta a dos conectores de 240 pines en la placa de nodo. Inicialmente, el Origin 3000 usaba los procesadores R12000 a 360 MHz, y el R12000A a 400 MHz, con 4 u 8 MB de caché secundaria. En mayo de 2001, se introdujo un modelo con procesador R14000 a 500 MHz con 8 MB de caché secundaria, y en febrero de 2002, se puso a disposición otro modelo con procesador R14000A a 600 MHz. Cerca del final de su vida útil, el C-brick se actualizó con procesadores de 800 MHz. 

### Memoria local y de directorio
El C-brick admite de 512 MB a 8 GB de memoria local a través de ocho ranuras DIMM organizadas en ocho bancos utilizando módulos propietarios DIMM ECC DDR SDRAM a 100 MHz, con capacidades de 256 MB, 512 MB y 1 GB. La ruta de datos entre el DIMM y el ASIC Bedrock es de 144 bits de ancho, con 128 bits para datos y 16 bits para ECC. Debido a que Origin 3000 usa un modelo de memoria compartida distribuida, la memoria de directorio se usa para mantener la coherencia de caché entre los procesadores. A diferencia de Origin 2000, que requiere DIMM propietarios exclusivos para la memoria de directorio, la memoria de directorio de Origin 3000 está integrada en los mismos DIMM que contienen la memoria local. Debido a esto, hay dos tipos de DIMM utilizados en el Origin 3000: los DIMM estándar, que admiten sistemas con hasta 128 procesadores, y los DIMM premium, que admiten sistemas con más de 128 procesadores. El DIMM de 256 MB es un DIMM estándar, el DIMM de 1 GB es un DIMM premium y el DIMM de 512 MB puede ser cualquiera. 

### ASIC Bedrock
El ASIC Bedrock conecta los procesadores, la memoria local y de directorio y la interfaz Crosstown2 a la interconexión del sistema NUMAlink 3 mediante un conmutador de barras cruzadas. El ASIC contiene seis secciones principales: el conmutador (XB), dos interfaces de procesador (PI_0 y PI_1), la interfaz de memoria y directorio (MD), la interfaz de E/S, (II) y la interfaz de red (NI). Las interfaces se comunican entre sí a través de las memorias intermedias FIFO que están conectadas al conmutador. También sirve como controlador de memoria. Aunque cada PIMM contiene dos microprocesadores, pero solo tiene una interfaz de 1,6 GB/s para el ASIC de Bedrock, la interfaz única es multiplexada para permitir que los dos procesadores de cada PIMM funcionen de manera independiente sin contención de bus, a costa de un ancho de banda reducido. 

### CX-brick
El CX-brick es un gabinete de 4U de altura que solo se utiliza en los sistemas Origin 3900 y Onyx 3900. Se diferencia del C-brick por contener cuatro tableros de nodos y un enrutador ASIC de ocho puertos. El CX-brick puede admitir hasta 16 procesadores y 32 GB de memoria. El CX-brick inicialmente usó la placa base IP53 con un procesador R14000 a 500 MHz, y el R14000A a 600 MHz con 8 MB de cachés secundarios, que luego se actualizaron para usar el R16000 y R16000A. Se conecta al sistema utilizando NUMAlink 3. 

### R-brick
El R-brick es un gabinete de 2U de altura que cuenta con un enrutador ASIC de ocho puertos. Su propósito es enrutar los paquetes NUMAlink a través del sistema para conectar los C-Bricks juntos. Los R-brick para Origin 3400 tienen un enrutador ASIC con dos puertos deshabilitados para evitar que se actualicen a los sistemas Origin 3800. 

### I-brick
El I-brick es un gabinete de 4U de altura que proporciona funciones de E/S de arranque para el Origin 3000. Cuenta con cinco ranuras PCI-X intercambiables en caliente, con tres unidades configuradas a 33 MHz y dos a 66 MHz en dos buses separados, dos unidades de disco duro Fibre Channel de 3.5 pulgadas montadas en un trineo y una unidad de CD-ROM propietaria. El I-brick también proporciona un puerto Ethernet 10/100BASE-T, un puerto IEEE-1394, un puerto serie, dos puertos USB, así como un reloj en tiempo real y NVRAM para almacenar información de configuración a través del IO9. Se conecta al sistema usando Crosstown2. 

### IX-brick
El IX-brick es un gabinete de 4U de altura que solo se utiliza en los sistemas Origin 3900 y Onyx 3900. Es una versión actualizada del I-brick con ranuras de expansión PCI-X a 133 MHz. Se conecta al sistema mediante cables Crosstown2. 

### P-brick
El P-brick es un gabinete de 4U de altura que proporciona 12 ranuras de expansión PCI-X adicionales en seis buses al sistema. Se conecta al sistema mediante cables Crosstown2. 

### PX-brick
El PX-brick es un gabinete de 4U de altura que solo se usa en los sistemas Origin 3900 y Onyx 3900. Es una versión actualizada del P-brick con Ranuras de expansión PCI-X a 133 MHz. Se conecta al sistema mediante cables Crosstown2. 

### X-brick
El X-brick es un gabinete de 4U de altura que proporciona cuatro ranuras de expansión XIO. Se conecta al sistema mediante cables Crosstown2. 

### D-brick
El D-brick es un gabinete de 4U de altura que puede soportar 12 discos duros Fibre Channel intercambiables en caliente a través de dos bucles Fibre Channel. 

### lectura adicional
- Matriz de información de soporte de productos de hardware, 7 de enero de 2008. Silicon Graphics, Inc.
- Anexo de InfiniteReality4 a Silicon Graphics Onyx2, SGI Onyx 3000 Series y SGI Onyx 300 Guides, 10 de julio de 2002, 007-4525-001. Silicon Graphics, Inc.
- Mark Schwenden. Guía del propietario del hardware del sistema de gráficos SGI Onyx 3000 Series, 16 de noviembre de 2001, número de documento: 007-4264-002. Silicon Graphics, Inc.
- Hoja de datos de SGI Origin 3000, 8 de octubre de 2003, número de documento: 3399. Silicon Graphics, Inc.
- Dick Brownell. Guía del propietario de la configuración técnica de la serie SGI Origin 3000, enero de 2001, número de documento: 007-4311-002. Silicon Graphics, Inc.
- Hoja de datos del grupo escalable SGI Origin 3200C, julio de 2000, número de documento: 2805. Silicon Graphics, Inc.
- Nancy Heller. Guía del usuario del servidor SGI Origin 3900, 31 de enero de 2004, número de documento: 007-4653-001. Silicon Graphics, Inc.

- Datos: Q7390068